# Michael Broadbent
 (décembre 2021).
Le contenu est difficilement compréhensible vu les erreurs de traduction, qui sont peut-être dues à l'utilisation d'un logiciel de traduction automatique.
 (décembre 2021).
La mise en forme du texte ne suit pas les recommandations de Wikipédia : il faut le « wikifier ».
Les points d'amélioration suivants sont les cas les plus fréquents. Le détail des points à revoir est peut-être précisé sur la page de discussion.
- Les titres sont pré-formatés par le logiciel. Ils ne sont ni en capitales, ni en gras.
- Le texte ne doit pas être écrit en capitales (les noms de famille non plus), ni en gras, ni en italique, ni en « petit »…
- Le gras n'est utilisé que pour surligner le titre de l'article dans l'introduction, une seule fois.
- L'italique est rarement utilisé : mots en langue étrangère, titres d'œuvres, noms de bateaux, etc.
- Les citations ne sont pas en italique mais en corps de texte normal. Elles sont entourées par des guillemets français : « et ».
- Les listes à puces sont à éviter, des paragraphes rédigés étant largement préférés. Les tableaux sont à réserver à la présentation de données structurées (résultats, etc.).
- Les appels de note de bas de page (petits chiffres en exposant, introduits par l'outil «  Source ») sont à placer entre la fin de phrase et le point final[comme ça].
- Les liens internes (vers d'autres articles de Wikipédia) sont à choisir avec parcimonie. Créez des liens vers des articles approfondissant le sujet. Les termes génériques sans rapport avec le sujet sont à éviter, ainsi que les répétitions de liens vers un même terme.
- Les liens externes sont à placer uniquement dans une section « Liens externes », à la fin de l'article. Ces liens sont à choisir avec parcimonie suivant les règles définies. Si un lien sert de source à l'article, son insertion dans le texte est à faire par les notes de bas de page.
- La présentation des références doit suivre les conventions bibliographiques. Il est recommandé d'utiliser les modèles {{Ouvrage}}, {{Chapitre}}, {{Article}}, {{Lien web}} et/ou {{Bibliographie}}. Le mode d'édition visuel peut mettre en forme automatiquement les références.
- Insérer une infobox (cadre d'informations à droite) n'est pas obligatoire pour parachever la mise en page.

Pour une aide détaillée, merci de consulter Aide:Wikification.
Si vous pensez que ces points ont été résolus, vous pouvez retirer ce bandeau et améliorer la mise en forme d'un autre article.
John Michael Broadbent, MW (2 mai 1927 - 17 mars 2020) était un critique de vin, écrivain et commissaire-priseur britannique en tant que Master of Wine. Il était une autorité en matière de dégustation de vins et de vins anciens.

## Biographie
Broadbent est né dans le Yorkshire. Il a fait ses études à l'école d'Oundle et a suivi une formation d'architecte, mais a changé de carrière, en 1952, à l'âge de vingt-cinq ans, et est entré dans le commerce du vin d'abord avec Layton's, ensuite avec les marchands de vin du West End, Saccone et Speed, et, à partir de 1955 avec Harvey's de Bristol. En 1960, il obtient le diplôme de Master of Wine,.
En 1966, il démissionne de son poste de directeur des ventes pour lancer des ventes aux enchères de vins à la maison de vente aux enchères londonienne Christie's, ce qui l'amènera à vendre et à déguster un plus grand nombre de vins fins et rares que quiconque dans le monde. Ses notes de dégustation sont estimées à plus de 90 000 dans plus de 140 carnets. Jusqu'en 1992, il était le directeur principal du département des vins de Christie's, et il est resté consultant senior au sein de la société jusqu'en 2009. Broadbent a attribué un vin jusqu'à cinq étoiles, un système différent de la note numérique du critique de vin américain Robert Parker.
En tant qu'écrivain sur le vin, Broadbent s'est fait remarquer pour la publication de ses archives d'une vie de dégustation de vin. Le Great Vintage Wine Book est un ouvrage de référence avec des notes de dégustation de plus de 6 000 vins datant du XVIIe siècle. En plus d'être l'auteur de plusieurs livres sur le vin, il était un collaborateur régulier des magazines sur le vin Vinum et Falstaff et écrivait mensuellement pour Decanter depuis sa création en 1975. Broadbent a donné des conférences sur le sujet depuis le milieu des années 1950.
En 1979, Broadbent a été nommé Chevalier de l'Ordre national du Mérite, ainsi que membre honoraire de l'Académie du Vin de Bordeaux et de nombreuses autres associations viticoles françaises. Entre autres postes occupés, Broadbent a été président de l'Institute of Masters of Wine en 1970, maître de la Worshipful Company of Distillers, président de l'International Wine and Food Society en 1986, président du Wine & Spirit Education Trust (WSET) 2007– 2009 et président de la Wine & Spirit Trades' Benevolent Society en 1991. Il a également occupé le poste de shérif de la ville de Londres en 1993. En 2006, il a participé en tant que juge à la répétition du 30e anniversaire du concours de dégustation de vins original « Jugement de Paris ».

## Vie privée
Michael Broadbent était veuf de feue Daphne Broadbent (1931-2015). Leur fils Bartholomew Broadbent est un importateur de vin aux États-Unis qui produit également du Porto, du Madère et du Vinho Verde au Portugal et était propriétaire à 50 % de la cave Dragon's Hollow en Chine. La fille de Michael Broadbent, Emma, maintenant Lady Arbuthnot d'Edrom, est la magistrate en chef en Angleterre et au Pays de Galles, mariée au très honorable Lord Arbuthnot d'Edrom James Arbuthnot, député.
Le 25 avril 2019, à Londres, il épouse Valerie Smallwood, veuve de Simon Smallwood, MW. Il est décédé le 17 mars 2020 à Berkshire, à l'âge de 92 ans,.

## Controverse
Broadbent faisait également partie des experts de l'industrie du vin dont l'association avec le prétendu faussaire de vin Hardy Rodenstock au cours des années 1980 a conduit à une certaine gêne. En juillet 2009, il a été annoncé que Broadbent poursuivrait en justice Random House, les éditeurs de The Billionaire's Vinegar de Benjamin Wallace, un compte rendu de "l'affaire des bouteilles Jefferson" et ses affaires judiciaires, pour diffamation de caractère, sur les allégations selon lesquelles le livre affirme que Broadbent a inventé une enchère et contient des références à sa collusion avec Rodenstock. La poursuite a été déposée au Royaume-Uni et Random House a d'abord déclaré qu'elle ne croyait pas avoir diffamé Broadbent et qu'elle défendrait la poursuite.
En octobre 2009, Random House a accepté que les allégations contenues dans le livre étaient sans fondement, a retiré le livre de la vente au Royaume-Uni, a présenté des excuses complètes et a payé à Broadbent une somme non divulguée de dommages et intérêts,. Il a également été signalé que Wallace n'était pas partie au procès ou au règlement, que Random House n'apporterait aucun changement au livre et qu'il continuerait à publier le livre dans tous les territoires en dehors de la juridiction du Royaume-Uni,.

## Publications
- (en) Guidance in the Techniques of Tasting (Harvey's of Bristol circa 1964)
- (en) Guidance in the Techniques of Tasting (Brown & Prank 1966)
- (en) Wine Tasting (1968-, 13 éditions, traduit en 8 langues étrangères divers éditeurs)
- (en) Wine Tasting, Enjoying, Understanding (1977)
- (en) Michael Broadbent's Pocket Guide to Wine Tasting (1979-, 7 éditions Mitchell Beazley)
- (en) The Great Vintage Wine Book (Royaume-Uni et États-Unis 1980, 1981 ; également en néerlandais et en allemand)
- (en) The Complete Wine Taster & Cellarman (1984 Mitchell Beazley)
- (en) The Great Vintage Wine Book II (Royaume-Uni et États-Unis 1991)
- (en) Pocket Guide to Wine Vintages (1992, 1995, 2000)
- (en) The Bordeaux Wine Atlas and Encyclopedia of Chateaux co-authored with Hubrecht Duijker (1997 en anglais, français, néerlandais et allemand)
- (de) Weine, prufen, kennen, geniessen (1997)
- (de) Meine Lieblingsweine (Falken 1997)
- (de) Die Weine der Neuen Welt (Falken 1998)
- (en) Michael Broadbent's Wine Vintages (Mitchell Beazley 1998, 2003)
- (en) Vintage Wine (Webster's/Little Brown UK, Harcourt US 2002, 2003-)
- (en) Michael Broadbent's Wine Tasting (Mitchell Beazley Wine Guides 2000, 2003)
- (de) Grosse Weine (Hallwag 2004)
- (en) Michael Broadbent's Pocket Vintage Wine Companion (Anova 2007)